# تالة (مولاي بوزرقطون)
تالة هي إحدى مشيخات المملكة المغربية، تتبع جغرافيا لإقليم الصويرة وإداريًا لمولاي بوزرقطون. يقدر عدد سكانها بـ 6455 نسمة حسب الإحصاء الرسمي للسكان والسكنى لسنة 2004.